# Phasia cinerella
Phasia cinerella là một loài ruồi trong họ Tachinidae.